# Ranco
Ranco (lombardul: Ranch) település Olaszországban, Varese megyében. Lakosainak száma 1238 fő (2023. január 1.). Ranco Angera, Ispra, Meina és Lesa községekkel határos.

## Népesség
A település népességének változása:
| Lakosok száma | 1297 | 1289 | 1238 |
|               | 2017 | 2018 | 2023 |